# Cécile Bagieu
Cécile Bagieu (* 27. November 1978 in München) ist eine deutsche Schauspielerin.

## Leben und Werdegang
Ihre Kindheit verbrachte Cecile Bagieu in Frankreich. Die schauspielerische Laufbahn begann sie zunächst mit Privatunterricht bei Marlene Beck. Anschließend absolvierte sie eine dreijährige Ausbildung. Bereits während der Ausbildung war sie in der Auswahl für den Lore-Bronner-Preis.
Es folgten diverse Theater- und Musicalengagements, unter anderem in München, Wasserburg am Inn und in Ingolstadt, wo sie 2009/2010 am Altstadttheater Ingolstadt in dem Stück Honigmond (nach Motiven des Romans von Gabriel Barylli) unter der Regie von Karl Absenger zu sehen war. 2010 und 2011 trat sie am Theater Ansbach in dem Musical KASPAR HAUSER–Allein unter Menschen auf.
2010 drehte sie für Tatort und SOKO 5113. Von 2010 bis 2011 spielte sie in der ZDF-Telenovela Lena – Liebe meines Lebens die Rolle der Isabelle Lisson.

## Filmografie
- 2007: Wie es bleibt
- 2009: Ein Dorf schweigt (Fernsehfilm)
- 2009: Dr. Hope – Eine Frau gibt nicht auf (Fernsehfilm)
- 2010: Masserberg (Fernsehfilm)
- 2010–2011: Lena – Liebe meines Lebens (Fernsehserie, 174 Folgen)
- 2010: SOKO 5113 (Fernsehserie, 1 Folge)
- 2011: Der Versuch, ruhig zu atmen (Kurzfilm)
- 2011: Tatort – Jagdzeit
- 2012: Um Himmels Willen  (Fernsehserie, 1 Folge)
- 2013: Hubert und Staller (Fernsehserie, 1 Folge)
- 2015: Die Rosenheim-Cops – Die Reisen des Herrn Stuckenthaler (Fernsehserie)
- 2017: La Familie

## Theater
- 2007–2008: Theater Drehleier, München
- 2008: Theater Belaqua, Wasserburg
- 2008–2010: Altstadttheater Ingolstadt
- 2009–2010: Teamtheater München
- 2010–2012: Theater Ansbach
- 2013: Peter Steiners Theaterstadl
- 2013–2015: Teamtheater München
- 2015: Festspiele Eppenheim
- 2016–2017: Theaterlust